# Illviðrahnúkur (bergstopp i Island, Norðurland vestra)
Illviðrahnúkur är en bergstopp i republiken Island. Den ligger i regionen Norðurland vestra, 200 km norr om huvudstaden Reykjavík. Toppen på Illviðrahnúkur är 707 meter över havet.
Trakten runt Illviðrahnúkur är nära nog obefolkad, med mindre än två invånare per kvadratkilometer. Närmaste större samhälle är Blönduós, omkring 19 kilometer söder om Illviðrahnúkur. Trakten runt Illviðrahnúkur består i huvudsak av gräsmarker.